# I liga urugwajska w piłce nożnej (1969)
- Mistrz Urugwaju 1969: Club Nacional de Football
- Wicemistrz Urugwaju 1969: CA Peñarol
- Copa Libertadores 1970: Club Nacional de Football, CA Peñarol
- Spadek do drugiej ligi: Danubio FC
- Awans z drugiej ligi: Huracán Buceo Montevideo

Mistrzostwa Urugwaju w roku 1969 podzielone zostały na dwa etapy. W pierwszym etapie wszystkie 11 klubów rozgrywało ze sobą mecze każdy z każdym u siebie i na wyjeździe. Na podstawie uzyskanych wyników w pierwszym etapie utworzono dwie grupy, mistrzowską złożoną z 6 klubów, i spadkową złożoną z 5 klubów. Rozgrywki w ramach grupy spadkowej nie doszły do skutku, a z ligi spadł ostatni klub w tabeli z pierwszego etapu mistrzostw. Z niewiadomych przyczyn, pomimo rozegrania meczów w ramach grupy mistrzowskiej, nie wzięto tych wyników pod uwagę i mistrzem Urugwaju został klub, który zajął pierwsze miejsce w tabeli z pierwszego etapu, a wicemistrzem  – klub, który był drugi w tej tabeli.

## Primera División

### Kolejka 1
| Data             | Mecz                                        |
| ---------------- | ------------------------------------------- |
| 17 sierpnia 1969 | Defensor Sporting – Racing Montevideo 0:2   |
| 17 sierpnia 1969 | Liverpool Montevideo – CA Bella Vista 2:2   |
| 17 sierpnia 1969 | Club Nacional de Football – Danubio FC 2:0  |
| 17 sierpnia 1969 | CA Peñarol – CA Cerro 2:0                   |
| 17 sierpnia 1969 | Rampla Juniors – Sud América Montevideo 3:3 |

### Kolejka 2
| Data             | Mecz                                           |
| ---------------- | ---------------------------------------------- |
| 24 sierpnia 1969 | CA Cerro – Danubio FC 0:1                      |
| 24 sierpnia 1969 | Club Nacional de Football – Rampla Juniors 1:1 |
| 24 sierpnia 1969 | CA Peñarol – CA Bella Vista 2:0                |
| 24 sierpnia 1969 | Racing Montevideo – Liverpool Montevideo 2:0   |
| 24 sierpnia 1969 | River Plate Montevideo – Defensor Sporting 1:2 |

### Kolejka 3
| Data             | Mecz                                              |
| ---------------- | ------------------------------------------------- |
| 31 sierpnia 1969 | Club Nacional de Football – Defensor Sporting 5:0 |
| 31 sierpnia 1969 | CA Peñarol – River Plate Montevideo 1:1           |
| 31 sierpnia 1969 | Racing Montevideo – Danubio FC 4:2                |
| 31 sierpnia 1969 | Rampla Juniors – CA Bella Vista 0:0               |
| 31 sierpnia 1969 | Sud América Montevideo – Liverpool Montevideo 2:0 |

### Kolejka 4
| Data            | Mecz                                              |
| --------------- | ------------------------------------------------- |
| 3 września 1969 | CA Cerro – Rampla Juniors 1:0                     |
| 3 września 1969 | Danubio FC – CA Bella Vista 2:1                   |
| 3 września 1969 | CA Peñarol – Racing Montevideo 1:1                |
| 3 września 1969 | River Plate Montevideo – Liverpool Montevideo 1:0 |
| 3 września 1969 | Sud América Montevideo – Defensor Sporting 1:1    |

### Kolejka 5
| Data            | Mecz                                                 |
| --------------- | ---------------------------------------------------- |
| 7 września 1969 | Club Nacional de Football – Liverpool Montevideo 3:0 |
| 7 września 1969 | CA Peñarol – Sud América Montevideo 1:0              |
| 7 września 1969 | Racing Montevideo – Rampla Juniors 1:1               |
| 7 września 1969 | River Plate Montevideo – Danubio FC 1:0              |

### Kolejka 6
| Data             | Mecz                                                   |
| ---------------- | ------------------------------------------------------ |
| 14 września 1969 | CA Bella Vista – CA Cerro 2:0                          |
| 14 września 1969 | Liverpool Montevideo – CA Peñarol 2:0                  |
| 14 września 1969 | Club Nacional de Football – Sud América Montevideo 2:0 |
| 14 września 1969 | Racing Montevideo – River Plate Montevideo 2:2         |
| 14 września 1969 | Rampla Juniors – Danubio FC 2:0                        |

### Kolejka 7
| Data             | Mecz                                           |
| ---------------- | ---------------------------------------------- |
| 17 września 1969 | Liverpool Montevideo – Danubio FC 2:1          |
| 17 września 1969 | Club Nacional de Football – CA Bella Vista 2:0 |
| 17 września 1969 | Rampla Juniors – Defensor Sporting 1:0         |
| 17 września 1969 | River Plate Montevideo – CA Cerro 0:0          |
| 17 września 1969 | Sud América Montevideo – Racing Montevideo 2:0 |

### Kolejka 8
| Data             | Mecz                                                |
| ---------------- | --------------------------------------------------- |
| 21 września 1969 | CA Bella Vista – Racing Montevideo 0:1              |
| 21 września 1969 | Defensor Sporting – Liverpool Montevideo 1:1        |
| 21 września 1969 | Club Nacional de Football – CA Cerro 1:0            |
| 21 września 1969 | CA Peñarol – Danubio FC 1:0                         |
| 21 września 1969 | River Plate Montevideo – Sud América Montevideo 0:3 |

### Kolejka 9
| Data             | Mecz                                        |
| ---------------- | ------------------------------------------- |
| 28 września 1969 | CA Bella Vista – Defensor Sporting 1:0      |
| 28 września 1969 | Danubio FC – Sud América Montevideo 1:1     |
| 28 września 1969 | Liverpool Montevideo – CA Cerro 2:0         |
| 28 września 1969 | Club Nacional de Football – CA Peñarol 2:0  |
| 28 września 1969 | Rampla Juniors – River Plate Montevideo 2:2 |

### Kolejka 10
| Data                | Mecz                                                   |
| ------------------- | ------------------------------------------------------ |
| 2 października 1969 | CA Bella Vista – Sud América Montevideo 1:0            |
| 2 października 1969 | Club Nacional de Football – River Plate Montevideo 3:1 |
| 2 października 1969 | CA Peñarol – Defensor Sporting 3:0                     |
| 2 października 1969 | Racing Montevideo – CA Cerro 1:0                       |
| 2 października 1969 | Rampla Juniors – Liverpool Montevideo 1:1              |

### Kolejka 11
| Data                | Mecz                                              |
| ------------------- | ------------------------------------------------- |
| 5 października 1969 | CA Bella Vista – River Plate Montevideo 1:1       |
| 5 października 1969 | Defensor Sporting – Danubio FC 2:2                |
| 5 października 1969 | Club Nacional de Football – Racing Montevideo 0:0 |
| 5 października 1969 | CA Peñarol – Rampla Juniors 4:0                   |
| 5 października 1969 | Sud América Montevideo – CA Cerro 1:0             |

### Kolejka 12
| Data                 | Mecz                                        |
| -------------------- | ------------------------------------------- |
| 12 października 1969 | CA Bella Vista – Liverpool Montevideo 3:1   |
| 12 października 1969 | CA Cerro – CA Peñarol 2:3                   |
| 12 października 1969 | Danubio FC – Club Nacional de Football 1:3  |
| 12 października 1969 | Racing Montevideo – Defensor Sporting 1:1   |
| 12 października 1969 | Sud América Montevideo – Rampla Juniors 1:1 |

### Kolejka 13
| Data                 | Mecz                                           |
| -------------------- | ---------------------------------------------- |
| 19 października 1969 | CA Bella Vista – CA Peñarol 0:0                |
| 19 października 1969 | Danubio FC – CA Cerro 0:0                      |
| 19 października 1969 | Defensor Sporting – River Plate Montevideo 0:3 |
| 19 października 1969 | Liverpool Montevideo – Racing Montevideo 0:9   |
| 19 października 1969 | Rampla Juniors – Club Nacional de Football 1:1 |

### Kolejka 14
| Data                 | Mecz                                              |
| -------------------- | ------------------------------------------------- |
| 22 października 1969 | CA Bella Vista – Danubio FC 1:0                   |
| 22 października 1969 | Defensor Sporting – Sud América Montevideo 0:0    |
| 22 października 1969 | Racing Montevideo – CA Peñarol 1:2                |
| 22 października 1969 | Rampla Juniors – CA Cerro 1:1                     |
| 23 października 1969 | Liverpool Montevideo – River Plate Montevideo 1:0 |

### Kolejka 15
| Data                 | Mecz                                              |
| -------------------- | ------------------------------------------------- |
| 26 października 1969 | CA Bella Vista – Rampla Juniors 4:0               |
| 26 października 1969 | Danubio FC – Racing Montevideo 2:1                |
| 26 października 1969 | Defensor Sporting – Club Nacional de Football 1:4 |
| 26 października 1969 | Liverpool Montevideo – Sud América Montevideo 0:2 |
| 26 października 1969 | River Plate Montevideo – CA Peñarol 0:1           |

### Kolejka 16
| Data             | Mecz                                                 |
| ---------------- | ---------------------------------------------------- |
| 2 listopada 1969 | Danubio FC – River Plate Montevideo 1:2              |
| 2 listopada 1969 | Defensor Sporting – CA Cerro 0:0                     |
| 2 listopada 1969 | Liverpool Montevideo – Club Nacional de Football 1:3 |
| 2 listopada 1969 | Rampla Juniors – Racing Montevideo 1:2               |
| 2 listopada 1969 | Sud América Montevideo – CA Peñarol 1:2              |

### Kolejka 17
| Data             | Mecz                                                   |
| ---------------- | ------------------------------------------------------ |
| 9 listopada 1969 | CA Cerro – CA Bella Vista 1:0                          |
| 9 listopada 1969 | Danubio FC – Rampla Juniors 1:0                        |
| 9 listopada 1969 | CA Peñarol – Liverpool Montevideo 0:0                  |
| 9 listopada 1969 | River Plate Montevideo – Racing Montevideo 3:3         |
| 9 listopada 1969 | Sud América Montevideo – Club Nacional de Football 1:2 |

### Kolejka 18
| Data              | Mecz                                           |
| ----------------- | ---------------------------------------------- |
| 12 listopada 1969 | CA Bella Vista – Club Nacional de Football 1:1 |
| 12 listopada 1969 | CA Cerro – River Plate Montevideo 0:0          |
| 12 listopada 1969 | Danubio FC – Liverpool Montevideo 1:1          |
| 12 listopada 1969 | Defensor Sporting – Rampla Juniors 1:0         |
| 12 listopada 1969 | Racing Montevideo – Sud América Montevideo 2:0 |

### Kolejka 19
Brak wyników

### Kolejka 20
Brak wyników

### Kolejka 21
Brak wyników

### Kolejka 22
Brak wyników

### Końcowa tabela pierwszego etapu
| Poz | Klub                      | Mecze | Zw | Rem | Por | Pkt | BrZd | BrStr |
| --- | ------------------------- | ----- | -- | --- | --- | --- | ---- | ----- |
| 1   | Club Nacional de Football | 20    | 16 | 4   | 0   | 36  | 47   | 8     |
| 2   | CA Peñarol                | 20    | 12 | 6   | 2   | 30  | 33   | 12    |
| 3   | CA Bella Vista            | 20    | 9  | 5   | 6   | 23  | 25   | 15    |
| 4   | Racing Montevideo         | 20    | 7  | 7   | 6   | 21  | 25   | 25    |
| 5   | Sud América Montevideo    | 20    | 7  | 6   | 7   | 20  | 25   | 20    |
| 6   | River Plate Montevideo    | 20    | 6  | 8   | 6   | 20  | 24   | 28    |
| 7   | CA Cerro                  | 20    | 5  | 6   | 9   | 16  | 12   | 20    |
| 8   | Defensor Sporting         | 20    | 4  | 7   | 9   | 15  | 13   | 30    |
| 9   | Rampla Juniors            | 20    | 3  | 8   | 9   | 14  | 17   | 35    |
| 10  | Liverpool Montevideo      | 20    | 4  | 6   | 10  | 14  | 15   | 25    |
| 11  | Danubio FC                | 20    | 3  | 5   | 12  | 11  | 16   | 34    |

### Tabela grupy mistrzowskiej
| Poz | Klub                      | Mecze | Zw | Rem | Por | Pkt | BrZd | BrStr |
| --- | ------------------------- | ----- | -- | --- | --- | --- | ---- | ----- |
| 1   | CA Peñarol                | 5     | 4  | 1   | 0   | 9   | 14   | 4     |
| 2   | River Plate Montevideo    | 5     | 4  | 0   | 1   | 8   | 10   | 6     |
| 3   | Club Nacional de Football | 5     | 3  | 1   | 1   | 7   | 9    | 4     |
| 4   | CA Bella Vista            | 5     | 1  | 1   | 3   | 3   | 5    | 8     |
| 5   | Sud América Montevideo    | 5     | 0  | 2   | 3   | 2   | 4    | 12    |
| 6   | CA Cerro                  | 5     | 0  | 1   | 4   | 1   | 3    | 11    |

### Klasyfikacja strzelców bramek
| Gole | Piłkarz     | Klub                      |
| ---- | ----------- | ------------------------- |
| 24   | Luis Artime | Club Nacional de Football |